# Nematomorpha
Giun bờm ngựa (danh pháp khoa học: Nematomorpha) là một ngành giun chuyên ký sinh trên các loại côn trùng, đặc biệt là dế. Chúng coi các loài côn trùng này như một vật chủ cho cuộc sống của chính mình.

## Đặc điểm chung của ngành Giun bờm ngựa
Ba lớp tế bào, đối xứng hai bên, không phân đốt, thân dài và mảnh.
- Lớp biểu bì phát triển tốt.
- Cơ thể không có lông rung hoặc flagella.
- Thành cơ thể chỉ có cơ dọc (không có cơ vòng).
- Ruột tiêu giảm ở nhiều mức độ khác nhau.
- Biểu bì tạo thành dây chứa các dây thần kinh dọc.
- Đặc biệt chúng không có các hệ bài tiết, hệ tuần hoàn và trao đổi khí.

## Đặc điểm hình thái
Các loài giun bờm ngựa có chiều dài nhỏ nhất từ 1 đến 2 mm loài lớn nhất có chiều dài lên đến 1 m, sống ký sinh trong nước ao, hồ hoặc sỏi, đá và đẻ con ở dạng xoắn nhằm đầu độc dế khi uống nước ở đây. Sau khi xâm nhập vào vật chủ, giun con sẽ lớn lên trong cơ thể vật chủ.
Khi đủ lớn, chúng tiết ra chất có khả năng phá hủy hệ thống thần kinh, làm rối loạn tâm trí vật chủ, khiến vật chủ cảm giác thèm nước sau đó tự nhảy xuống nước và chết đuối. Khi vật chủ chết, giun bờm ngựa sẽ thoát ra ngoài và bắt đầu một vòng tuần đời mới với vật chủ tiếp theo.

## Sinh sản
Về mặt sinh sản, chúng có hai giới tính riêng biệt, với sự thụ tinh trong của trứng. Con trưởng thành có các tuyến sinh dục hình trụ, mở vào các âm đạo. Ấu trùng có các vòng móc dạng thấu kính và các mấu đầu cuối được cho là dùng để xâm nhập vào vật chủ. Khi vào bên trong vật chủ, ấu trùng sống bên trong haemocoel và hấp thụ chất dinh dưỡng trực tiếp qua da của chúng. Quá trình phát triển thành dạng trưởng thành mất vài tuần hoặc vài tháng, và ấu trùng lột xác vài lần khi phát triển về kích thước. 
Con trưởng thành chủ yếu sống tự do trong môi trường nước ngọt hoặc biển, con đực và con cái tập hợp lại (gần lại) thành những hình tròn chặt lại với nhau (Gordian knots) trong quá trình giao phối.